# 君はマニュアル通りには動かない
『君はマニュアル通りには動かない』（きみはマニュアルどおりにはうごかない）は、BAADの5枚目のシングル。

## 概要
- 山田恭二在籍最後及び2枚目のアルバム「GET BACK TOGETHER」先行シングルでテレビ朝日系「音楽ニュース・HO」エンディング・テーマ。以降、完全自作曲に移行する。オリコンチャート100位以内にランクインした作品は本作で最後となった。

## 収録曲
1. 君はマニュアル通りには動かない
作詞：山田恭二　作曲：大田紳一郎　編曲：明石昌夫
2. RAIN
作詞：山田恭二　作曲：大田紳一郎　編曲：明石昌夫
3. 君はマニュアル通りには動かない(inst.)